# Jasmin Nunige
Jasmin Nunige, född Jasmin Baumann 28 december 1973 i Davos, är en schweizisk längdskidåkare och ultramaratonlöpare.
Baumann deltog i de olympiska vinterspelen i Lillehammer år 1994 och i världsmästerskapen i Thunder Bay året efter, men avslutade skidkarriären år 1998 på grund av skador. 
Hon gifte sig med den den franske friidrottaren Guy Nunige, som blev fransk mästare på 1500 m löpning år 1991 och började springa tillsammans med honom.
Hon vann damklassen på 78 km i Swiss Alpine Marathon år 2005,  2008 och 2010.
I maj 2011 diagnostiserades Nunige med multipel skleros, men efter diskussion med sin läkare började hon att springa igen. År 2012 vann hon Swiss Alpine Maraton igen och 2013 och 2015 stod hon åter högst på pallen. Samma år vann hon damklassen i ultravasan över 90 km, en prestation hon upprepade året efter.